# Lijst van hoogste gebouwen van Almere
Dit is een lijst van de hoogste gebouwen van Almere (≥ 35 m)

## Criteria
De vermelde hoogte betreft de architectonische maatvoering van het gebouw.
Er is gemeten vanaf maaiveldniveau tot het hoogste dakrand van de liftopbouw of technische ruimte.
Functionele objecten zoals vlaggen, antennes, luchtbehandelingskasten, airco's ect. worden niet meegerekend.

## Gebouwen
| #   | Naam            | Hoogte | Voltooid | Bouwlagen | Foto | Schets |
| --- | --------------- | ------ | -------- | --------- | ---- | ------ |
| 1.  | WTC Carlton     | 120 m  | 2010     | 32        |      |        |
| 2.  | Eurotoren       | 80 m   | 2004     | 20        |      |        |
| 3.  | Martinez        | 78 m   | 2010     | 21        |      |        |
| 4.  | Sydney          | 73,3 m | 2020     | 23        |      |        |
| 5.  | San Francisco   | 70,8 m | 2020     | 22        |      |        |
| 6.  | Side by Side I  | 70 m   | 2006     | 23        |      |        |
| 7.  | Side by Side II | 70 m   | 2007     | 23        |      |        |
| 8.  | Sirene          | 59 m   | 2000     | 19        |      |        |
| 9.  | Valencia        | 56 m   | 2021     | 18        |      |        |
| 10. | Tourmaline      | 55 m   | 2001     | 19        |      |        |
| 11. | Panoramique     | 53 m   | 2001     | 17        |      |        |
| 11. | De Landdrost 1  | 52,2 m | 2011     | 13        |      |        |
| 13. | Silverline      | 50 m   | 2001     | 17        |      |        |
| 14. | Tribeca         | 49,4 m | 2009     | 16        |      |        |
| 15. | Flores Floriade | 46,2 m | 2022     | 14        |      |        |
| 16. | Stadhuis        | 46 m   | 2003     | 12        |      |        |
| 17. | Parkflat        | 46 m   | 2009     | 16        |      |        |
| 18. | De Smaragd      | 46 m   | 2007     | 12        |      |        |
| 19. | Lakeside        | 45,8 m | 2007     | 14        |      |        |
| 20. | Le Branchement  | 45,3 m | 1993     | 12        |      |        |
| 21. | CSMART Hotel    | 44,8 m | 2016     | 13        |      |        |
| 22. | Het Baken       | 43,6 m | 2017     | 14        |      |        |
| 23. | Kaapstad        | 42,5 m | 2021     | 13        |      |        |
| 24. | Homerustoren    | 41,1 m | 2022     | 13        |      |        |
| 25. | Equator         | 41 m   | 2019     | 13        |      |        |
| 26. | Madrona         | 40,3 m | 2020     | 13        |      |        |
| 27. | De Landdrost 2  | 40 m   | 2011     | 10        |      |        |
| 28. | Rio de Janeiro  | 40 m   | 2022     | 13        |      |        |
| 29. | Het kanteel     | 38,7 m | 2006     | 11        |      |        |
| 30. | Indische toren  | 38.4 m | 2016     | 12        |      |        |
| 31. | Corcovado       | 37,3 m | 2009     | 12        |      |        |
| 32. | Catamaran       | 37,2 m | 2017     | 12        |      |        |
| 33. | Het Alnovum     | 37 m   | 2000     | 9         |      |        |
| 34. | Tinggi Tower II | 36 m   | 2021     | 11        |      |        |
| 35. | Muiderburght I  | 35 m   | 2001     | 11        |      |        |

## Toekomstige gebouwen
| Projectnaam          | Verwachte hoogte     | Oplevering | Bouwlagen    | Status     | Impressie |
| -------------------- | -------------------- | ---------- | ------------ | ---------- | --------- |
| Randstad 20 1-25     | 111 / 75,6 m         | 2024       | 36 / 24      | Planning   | Link      |
| Wisselweg 1-31       | 110,7 / 76,6 / 57,1m | 2025       | 35 / 24 / 18 | Planning   | Link      |
| Hermestoren          | 76 m                 | 2024       | 24           | Planning   | Link      |
| Randstad 21-77       | 74 m                 | 2024       | 24           | Planning   | Link      |
| Porto Duin           | 73,6 m               | 2024       | 24           | Planning   | Link      |
| Havana Duin          | 70,8 m               | 2023       | 22           | In aanbouw | Link      |
| Blok 5.2 Windesheim  | 70 / 38 m            | 2025       | 22 / 9       | Planning   | Link      |
| Pharus Floriade      | 63 m                 | 2024       | 21           | Planning   | Link      |
| Highnote             | 63 m                 | 2023       | 20           | In aanbouw | Link      |
| Sluishuis Nobelhorst | 49 m                 | 2024       | 15           | Planning   | Link      |
| WoonDôme             | 45 m                 | 2025       | 14           | Planning   | Link      |
| Tang Tower           | 43,2 m               | 2023       | 13           | Planning   | Link      |
| The Shore            | 38 m                 | 2025       | 10           | Planning   | Link      |

## Overige bouwwerken
| #   | Naam             | Hoogte | Voltooid | Type        | Foto | Schets |
| --- | ---------------- | ------ | -------- | ----------- | ---- | ------ |
| 1.  | Windpark A27     | 220 m  | 2021     | Windturbine |      |        |
| 2.  | Windpark Pampus  | 150 m  | 2021     | Windturbine |      |        |
| 3.  | HS-masten S+12   | 60 m   | 1972     | Donaumast   |      |        |
| 4.  | Kasteel Almere   | 57 m   | - - - -  | Ruïne       |      |        |
| 5.  | C2000-mast       | 56 m   | 2016     | Zendmast    |      |        |
| 6.  | De Energienaald  | 55 m   | 1985     | Kunstwerk   |      |        |
| 7.  | Lichtbol Doemere | 53 m   | 1988     | Reclamemast |      |        |
| 8.  | HS-masten S+0    | 48 m   | 1972     | Donaumast   |      |        |
| 9.  | PTT-centrale     | 46 m   | 1976     | Zendmast    |      |        |
| 10. | NUON-centrale    | 40 m   | 1981     | Schoorsteen |      |        |
| 11. | Torenkraan B.N.  | 40 m   | 2003     | Hijskraan   |      |        |
| 12. | De Lichtboog     | 38 m   | 1984     | Kerktoren   |      |        |
| 13. | De Goede Rede    | 35 m   | 1979     | Kerktoren   |      |        |
| 14. | Mast McDonald's  | 35 m   | 2019     | Reclamemast |      |        |
| 15. | Mast Veluwsekant | 35 m   | 2000     | Reclamemast |      |        |

## Gesloopte bouwwerken
| #  | Naam      | Hoogte | Voltooid/Gesloopt | Type      | Foto | Schets |
| -- | --------- | ------ | ----------------- | --------- | ---- | ------ |
| 1. | CAI-Mast  | 80 m   | 1981 - 2023       | Zendmast  |      |        |
| 2. | Kabelbaan | 38 m   | 2021 - 2022       | Attractie |      |        |